# エセキエル・パラシオス (サッカー選手)
エセキエル・アレハンドロ・パラシオス（スペイン語: Exequiel Alejandro Palacios、スペイン語発音: [ekseˈkjel paˈla.sjos]、1998年10月5日 - ）は、アルゼンチン・ファマイラ出身のサッカー選手。ブンデスリーガ・バイエル・レバークーゼン所属。アルゼンチン代表。ポジションはMF。

## クラブ経歴
CAリーベル・プレートの下部組織出身でトップチームに昇格。プロ初出場は2015年11月8日であった。
2019年12月16日、バイエル・レバークーゼンと5年半の契約を締結し、2020年1月1日からチームに加入することが発表された。

## 代表経歴
U-17代表として2015年の南米U-17選手権、2015 FIFA U-17ワールドカップ、U-20代表として2017 FIFA U-20ワールドカップに出場した。
2018年9月8日のグアテマラ代表戦でアルゼンチン代表初出場。

## 私生活
プライベートな部分ではメディアからの評判が悪く、Olé紙は彼に関して、サッカー選手としてのキャリアよりもフィールド外での振る舞いを考えるべきだと述べている。2018年8月にはメディアの間でInstagramモデルとの交際が知られており、それはすぐに世間の知る所となったが、その頃彼はアマチュアの女優兼歌手の人物とも交際を始めていた。この二人目とは、彼と上記のモデルとのデートが見つかったためにすぐに別れた。同月21日に彼は幼馴染と4年の交際関係にあると公表した。これによって女性3人は彼の不誠実さに対する怒りをメディアに露わにした。

## 代表歴

### 出場大会など
- アルゼンチン代表
  - 2022 FIFAワールドカップ

### 試合数
- 国際Aマッチ 28試合 0得点（2018年-）[6]

| アルゼンチン代表 | 国際Aマッチ | 国際Aマッチ |
| 年               | 出場        | 得点        |
| ---------------- | ----------- | ----------- |
| 2018             | 2           | 0           |
| 2019             | 2           | 0           |
| 2020             | 2           | 0           |
| 2021             | 11          | 0           |
| 2022             | 6           | 0           |
| 2023             | 5           | 0           |
| 2024             |             |             |
| 通算             | 28          | 0           |

## タイトル

### クラブ
リーベル・プレート
- コパ・アルヘンティーナ: 2016-17, 2018-19
- コパ・リベルタドーレス: 2018
- レコパ・スダメリカーナ: 2019

バイエル・レバークーゼン
- ブンデスリーガ: 2023-24

### 代表
アルゼンチン代表
- コパ・アメリカ: 2021, 2024
- FIFAワールドカップ: 2022
- CONMEBOL-UEFAカップ・オブ・チャンピオンズ: 2022